# جوليان كوبر
جوليان كوبر (بالإنجليزية: Julian Cooper)‏ هو اقتصادي بريطاني، ولد في 1945.